# Artigat
Artigat är en kommun i departementet Ariège i regionen Occitanien i södra Frankrike. Kommunen ligger  i kantonen Le Fossat som ligger i arrondissementet Pamiers. År 2022 hade Artigat 555 invånare.

## Befolkningsutveckling
Antalet invånare i kommunen Artigat
Referens: INSEE